# Carterton and Black Bourton

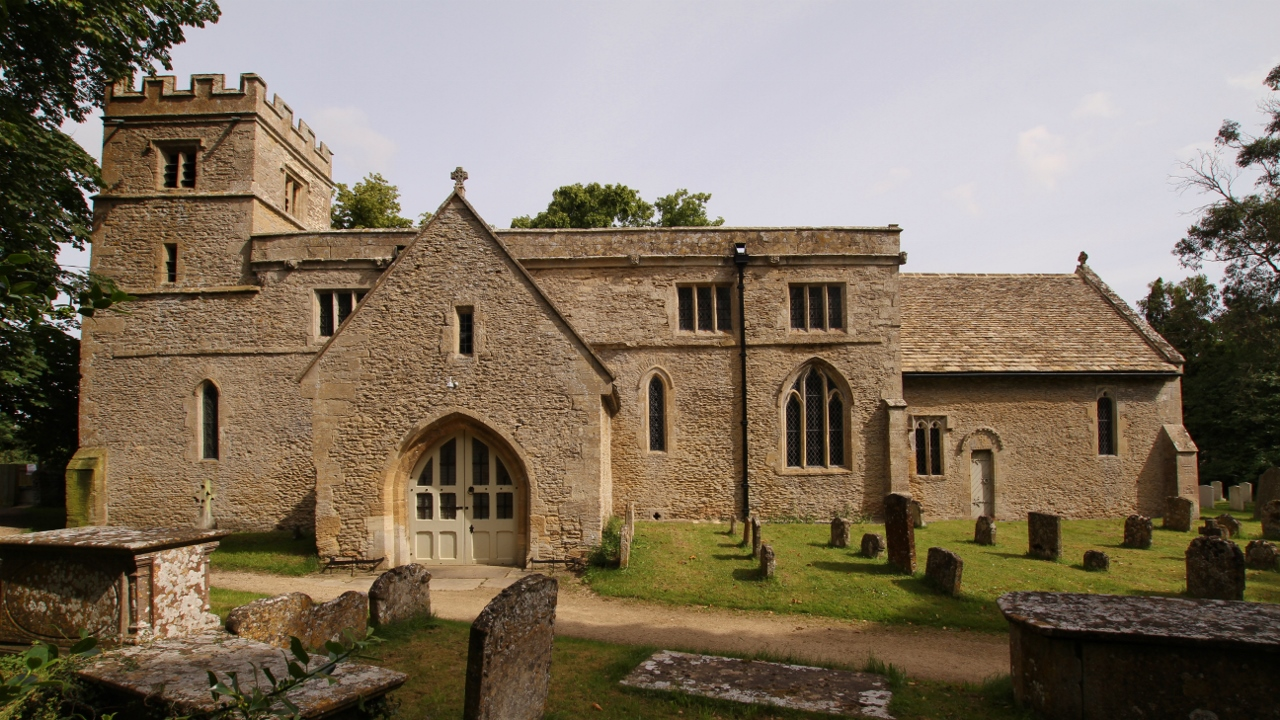
Black Bourton

Carterton and Black Bourton var en civil parish från 1971 till 1985 då den blev en del av Alvescot, Black Bourton, Carterton och Clanfield, i distriktet West Oxfordshire, i grevskapet Oxfordshire, i England. Civil parish var belägen 23 km från Oxford och hade 9 798 invånare år 1971.